# Gabriel Urralburu
Gabriel Urralburu Tainta (Ezcároz, 6 de noviembre de 1950) es un político, sacerdote secularizado y abogado español, que ejerció como presidente del Gobierno de Navarra entre 1984 y 1991, además de como secretario general de los socialistas navarros entre 1982 y 1994. Estuvo en prisión entre 2001 y 2003 por delitos de cohecho y fraude contra la Hacienda Pública española.

## Biografía
Licenciado en Ciencias Teológicas y Morales. Miembro de la orden de los Misioneros del Verbo Divino, fue ordenado sacerdote y ejerció hasta su secularización en 1984.
Miembro de los grupos de cristianos de base opuestos al franquismo, de la mano de Víctor Manuel Arbeloa ingresó en el PSOE en 1973 y dirigió el proceso de reorganización del partido en Navarra. En las primeras elecciones democráticas (15 de junio de 1977), encabezó la lista del PSOE en Navarra y obtuvo el escaño de diputado del Congreso, siendo reelegido en las elecciones generales del 1 de marzo de 1979.
Encabezó la lista del PSOE en las elecciones al Parlamento Foral de abril de 1979, obteniendo 15 escaños, siendo la segunda fuerza política del Parlamento de Navarra. Entre 1980 y 1982 formó parte de la comisión que negoció con el Estado, el Amejoramiento del Fuero de Navarra.
En junio de 1982, en el Congreso Constituyente del Partido Socialista de Navarra PSN-PSOE, fue elegido el primer secretario general de la nueva organización tras la separación de la Agrupación Socialista de Navarra del Partido Socialista de Euskadi, apostando de manera definitiva los socialistas navarros por Navarra como Comunidad Foral propia y diferenciada en el seno del Estado español.
En las elecciones al Parlamento de Navarra de 1983 encabezó nuevamente la lista del PSN-PSOE y fue el candidato de este partido a la Presidencia del Gobierno de Navarra obteniendo 20 escaños y siendo investido presidente como líder de la lista más votada. Ocupó el cargo desde mayo de 1984 a octubre de 1987, y tras las elecciones de 1987 lo revalidó para la legislatura 1987-1991.
En 1991, a pesar de lograr 19 escaños, pasó a la oposición del nuevo Gobierno de Navarra de Juan Cruz Alli (Unión del Pueblo Navarro) lista que consiguió 20 escaños al comparecer por primera vez todo el espacio de la derecha navarra unido en una sola lista. Siguió como líder de la oposición hasta que en junio de 1994, y tras descubrirse y publicarse datos de enriquecimiento ilícito (el llamado "Caso Urralburu") que inicialmente negó, renunció a su reelección como secretario general del PSN-PSOE, cediendo el testigo a Javier Otano Cid, presidente del Parlamento de Navarra, hasta entonces vicesecretario general del PSN-PSOE.
También compañero de profesión y de política de Aladino Colín.
En actualidad esta completamente retirado de la actividad pública.
Tras licenciarse en Derecho por la UNED, durante su estancia en prisión, ejerce de abogado en Madrid.

### El "Caso Urralburu"
También conocido como la "trama navarra del Caso Roldán", descubierto en abril de 1994 por el rotativo Diario 16. La Audiencia Provincial de Navarra le juzgó por el cobro de comisiones millonarias a empresas constructoras en la adjudicación de obras públicas. Fue condenado en 1998 junto con Antonio Aragón Elizalde, exconsejero de Obras Públicas (1987-1991); sus respectivas esposas; el exdirector de la Guardia Civil, Luis Roldán; y el testaferro Jorge Esparza a 11 años de prisión y 780 millones de pesetas de multa (600 por cohecho y 180 por fraude).
En marzo de 2001 el Tribunal Supremo rebajó la pena a 4 años de cárcel al entender que era incompatibles los delitos de cohecho y fraude fiscal.
En diciembre de 2001 alcanzó el tercer grado y en agosto de 2003 se le concedió la libertad condicional. Desde ese momento, vive apartado de la política ejerciendo como abogado en un bufete de Madrid.
El siguiente presidente socialista del Gobierno de Navarra, Javier Otano (1995-1996), también fue juzgado penalmente siendo finalmente absuelto por prescripción del delito, refiriendo Otano que el dinero se encontraba en una cuenta suiza a su nombre porque Urralburu le aseguró que era un dinero reservado para "futuras necesidades del partido"
Tras la renuncia de Otano, fue sucedido brevemente como presidente "en funciones" por Juan Cruz Alli (CDN) y a éste en 1996 Miguel Sanz Sesma, de UPN.